# 基督堂 (萨尔茨堡)
基督堂（Christuskirche）是奥地利萨尔茨堡的一座新教教堂，位于萨尔茨堡老城右岸（rechten Altstadt）。这是一座19世纪的历史建筑，保存完好，为联合国教科文组织世界遗产萨尔茨堡历史中心的一部分。该堂是18世纪驱逐新教徒以后在萨尔茨堡恢复的第一个新教教会。
直到2005年，基督堂一直是萨尔茨堡和蒂罗尔福音教会（Evangelischen Superintendentur A. B. Salzburg und Tirol）的总部，2005年才迁至因斯布鲁克。

## 历史
在17和18世纪，有2万多名新教徒被驱逐出萨尔茨堡，前往普鲁士和其他国家。到1850年，萨尔茨堡重新建立新教教会，约有400名信徒，主要是来自符腾堡王国和巴伐利亚王国的商人以及军事人员。直到1861年，弗朗茨·约瑟夫皇帝颁布诏书后，新教也可以建造带钟楼的教堂。
基督堂的建堂工程，得到了德国多位知名人士的资助，包括普鲁士国王威廉一世、汉诺威国王格奥尔格五世。基督堂于1863年奠基，于1867年9月8日落成。建堂时使用了丹麦战俘。
1887年2月8日，萨尔茨堡诗人格奥尔格·特拉克尔（Georg Trakl）在这座教堂受洗。 1988年，教宗若望保禄二世在访问奥地利期间，与当时的奥地利福音教会的主教在基督堂推动普世教會合一運動。
今天，基督堂仍然是奥地利西部最大的新教教堂，在几个教堂独立以后，仍有4400多名信徒。

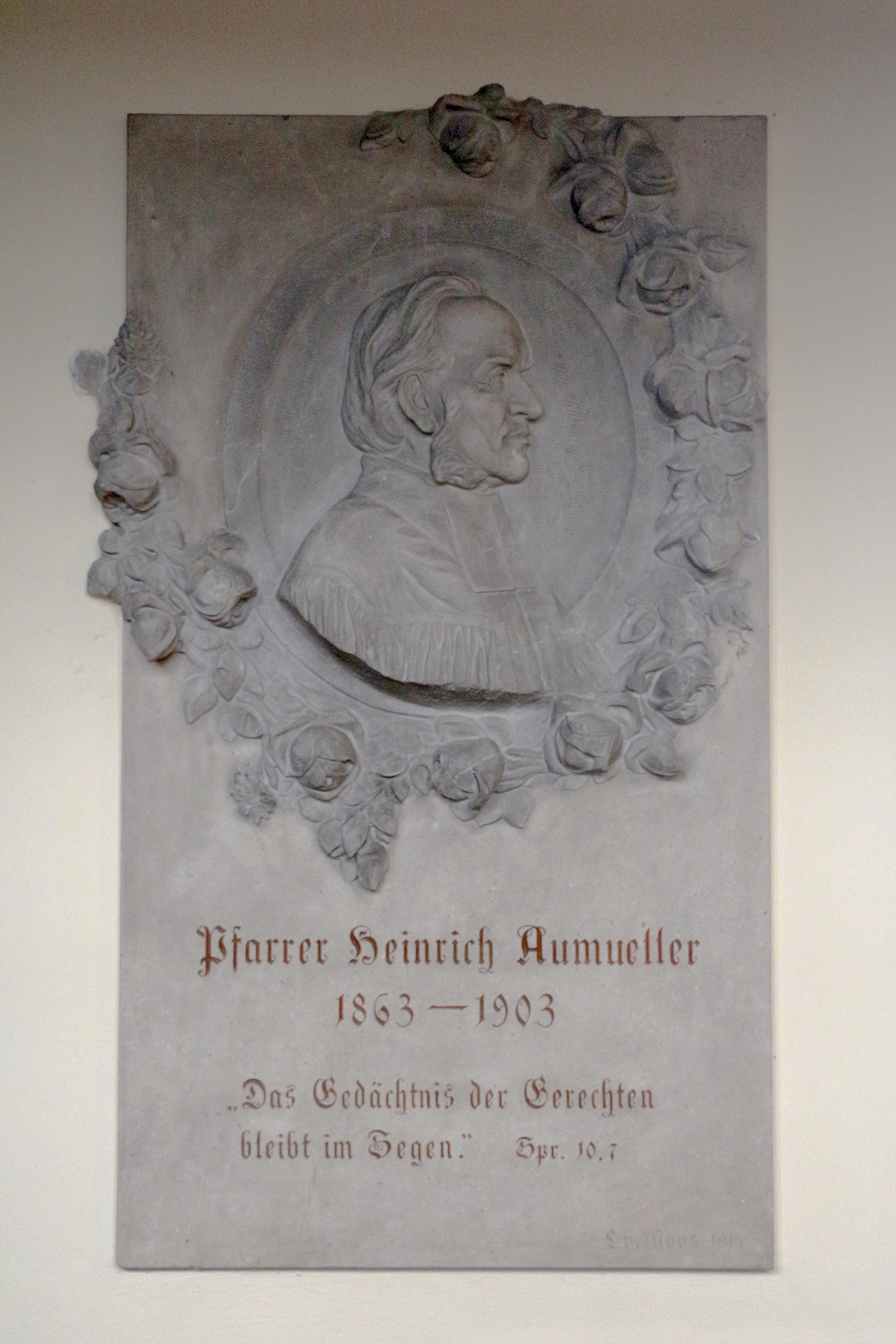
Heinrich Aumüller
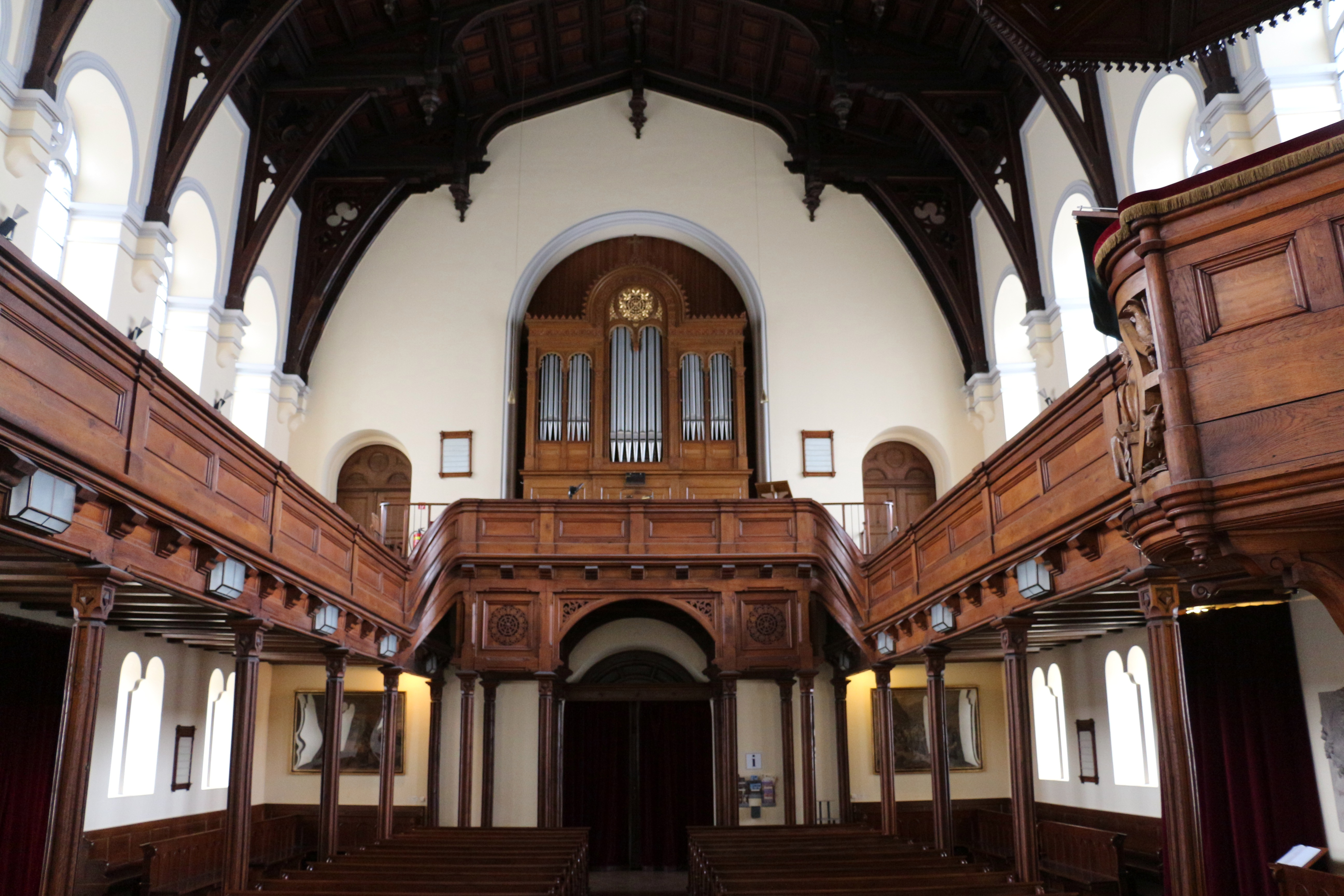
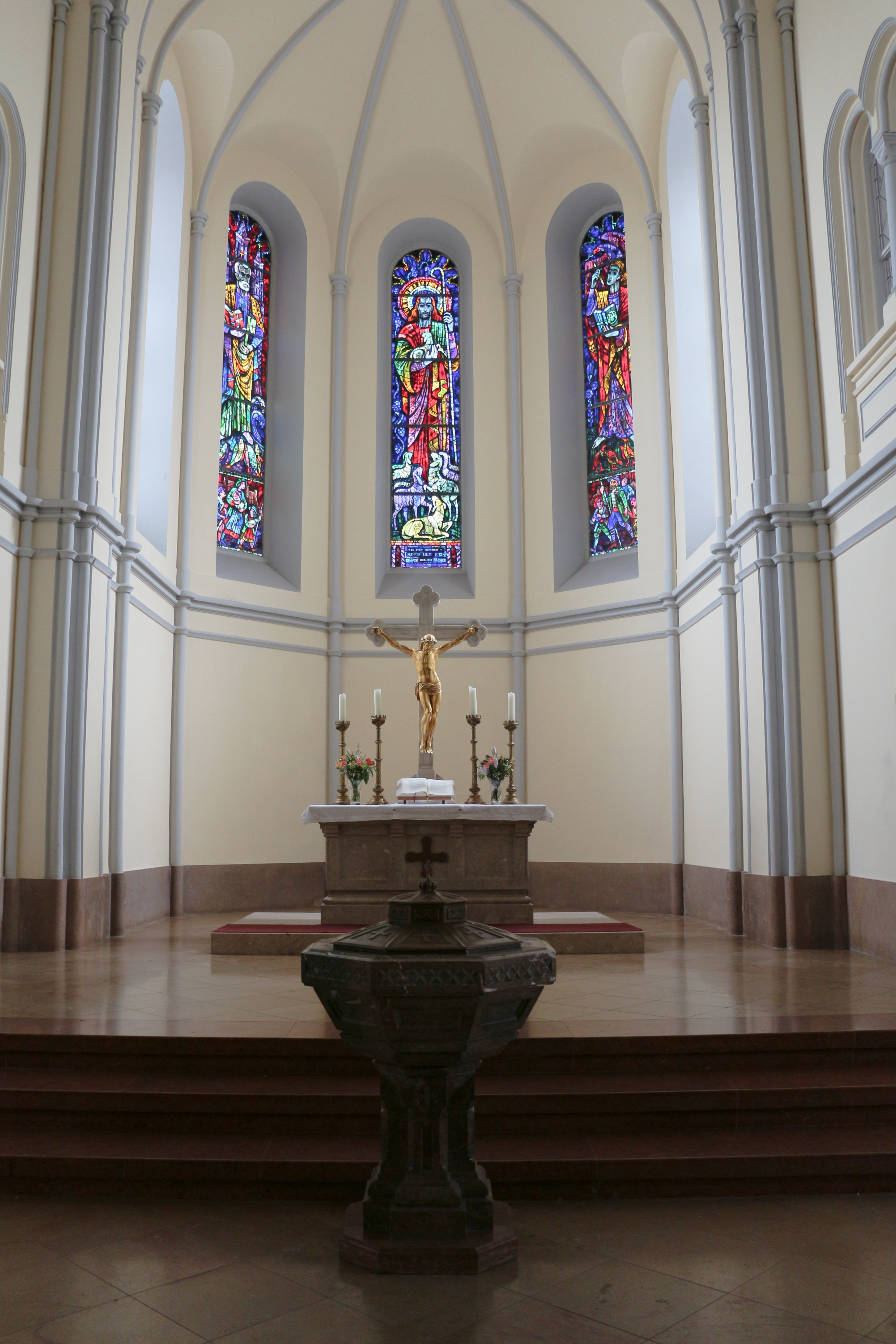
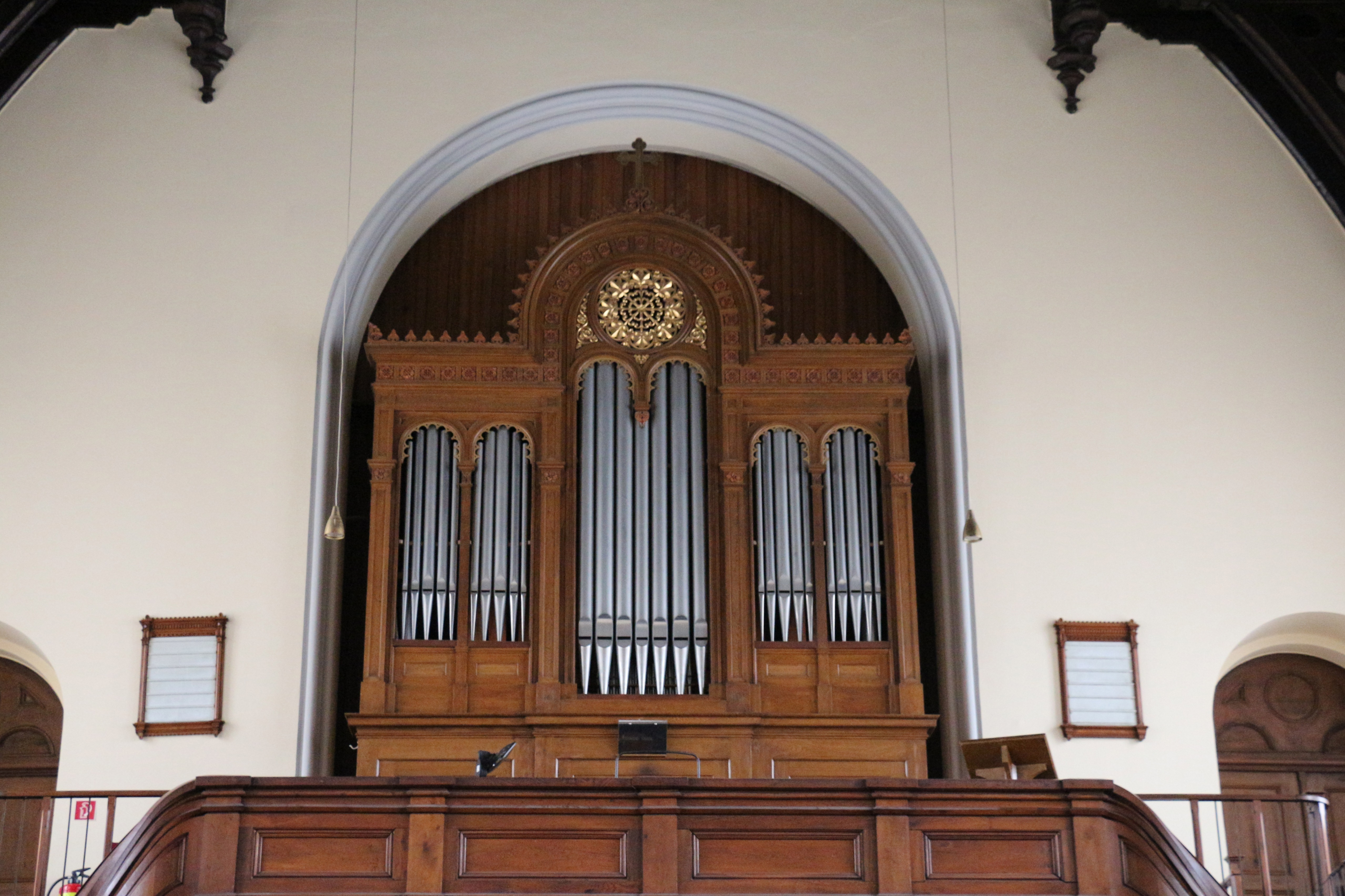
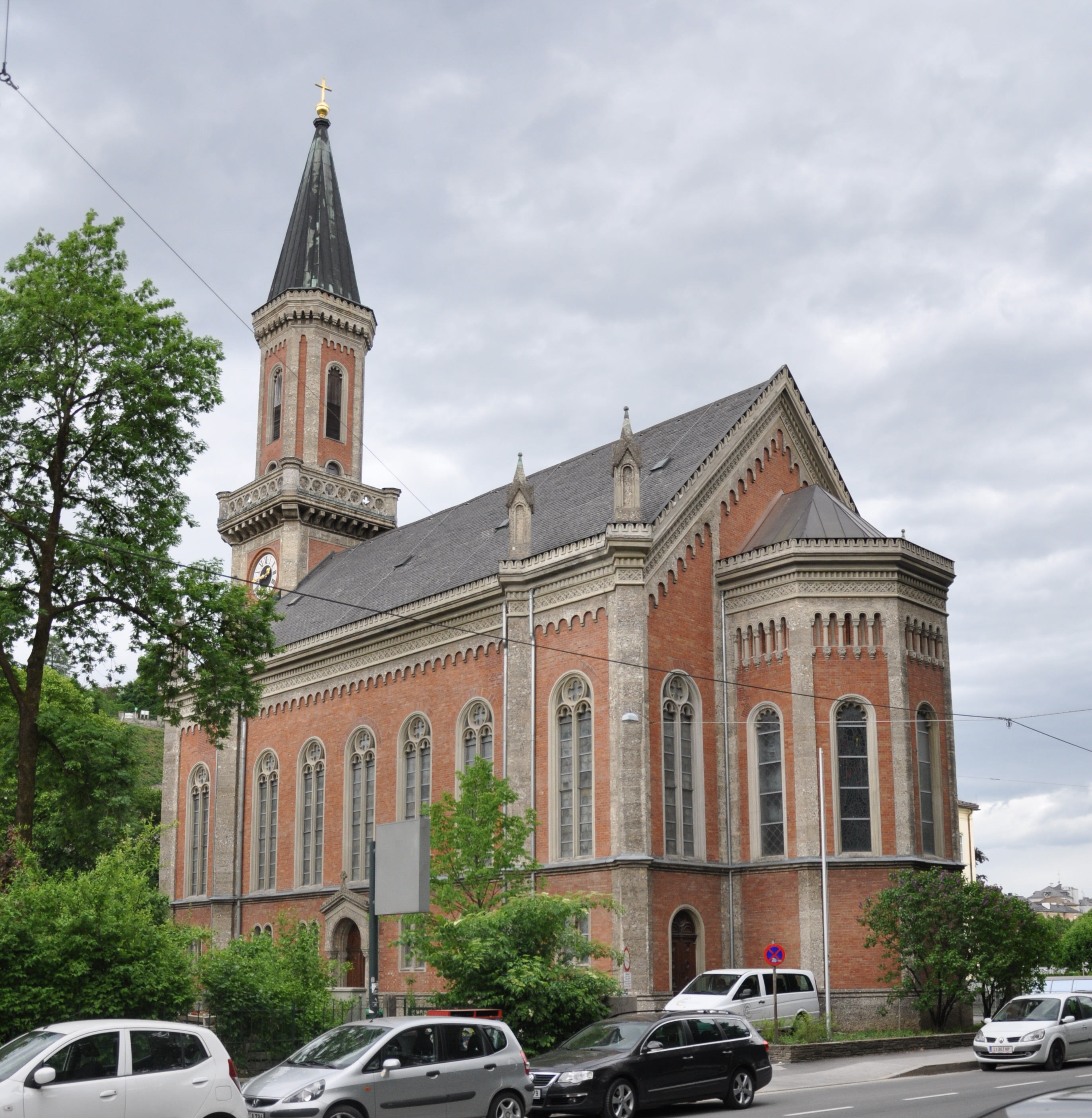
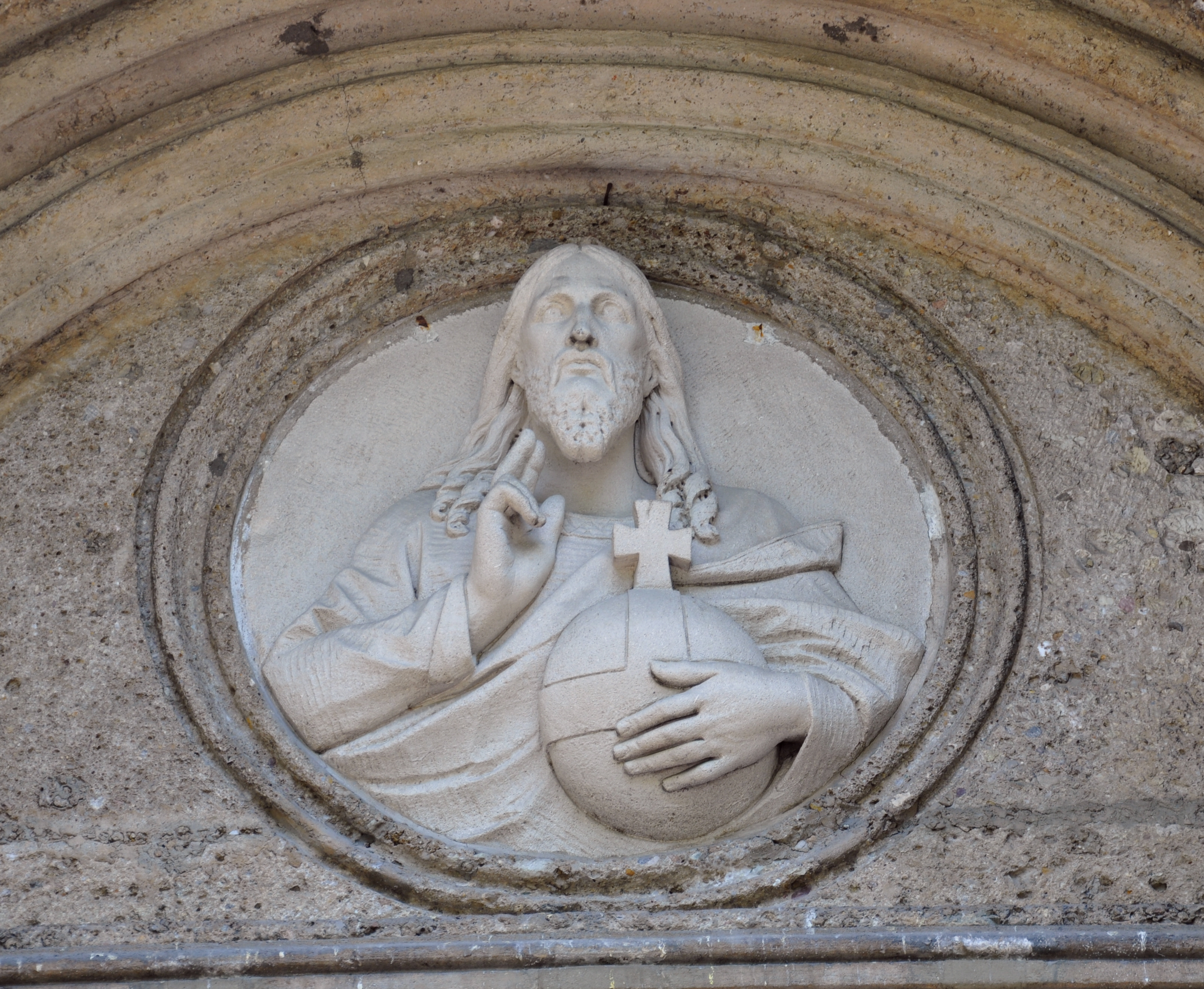
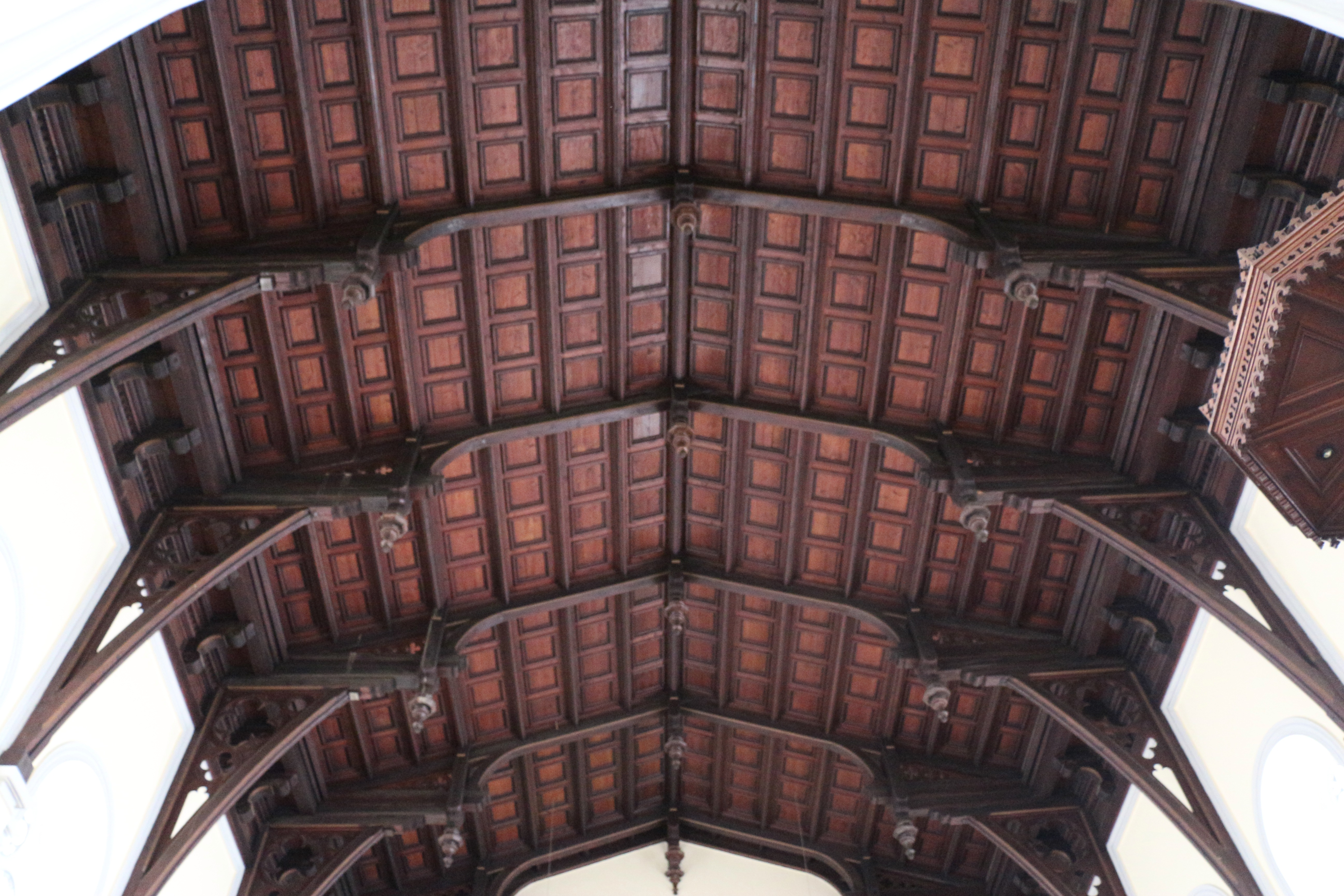
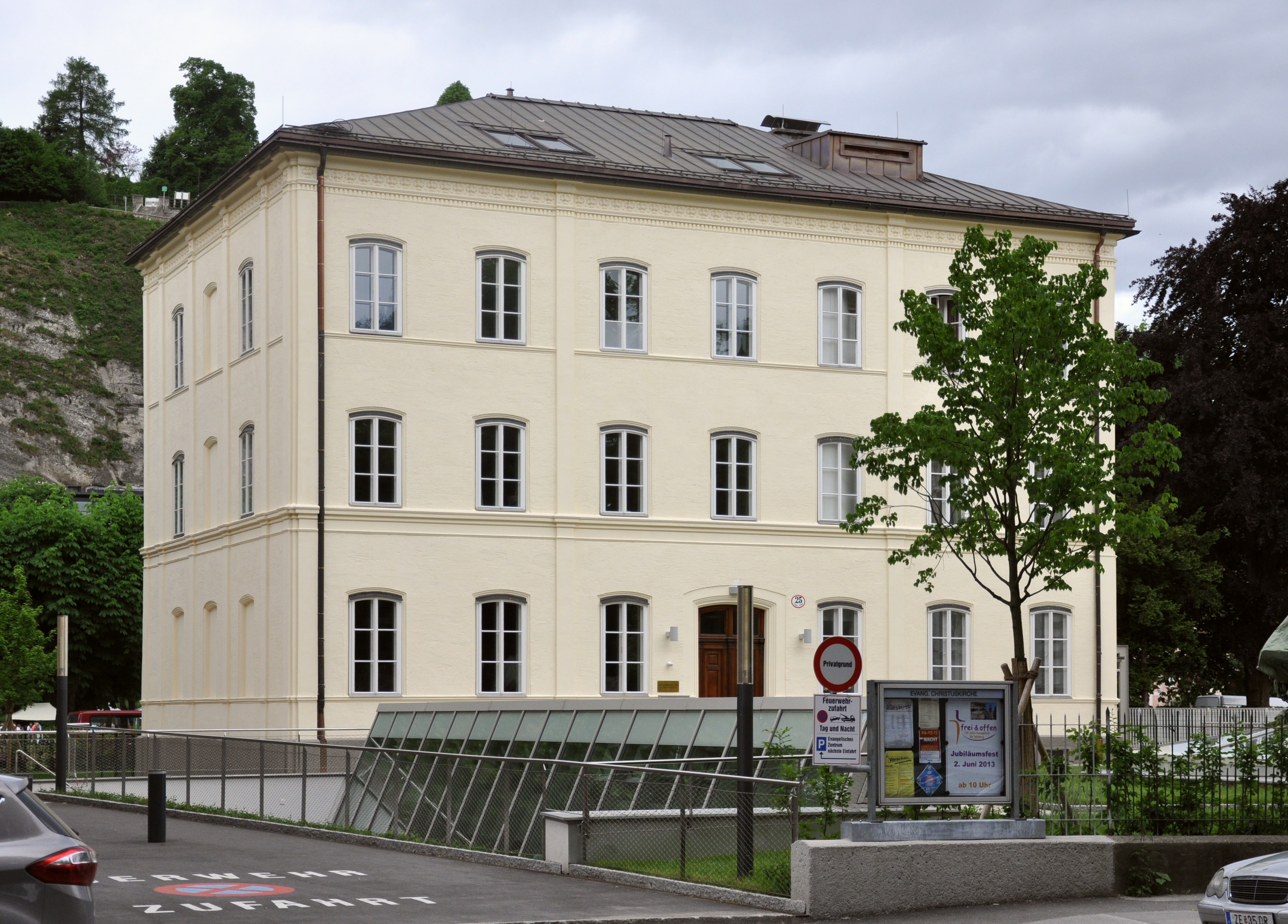